# Aphaenina neaera
Aphaenina neaera är en insektsart som beskrevs av Walker 1870. Aphaenina neaera ingår i släktet Aphaenina och familjen lyktstritar. Inga underarter finns listade i Catalogue of Life.